# Káto Ámfia
Káto Ámfia (grec moderne : Κάτω Άμφεια) est une localité située dans le dème de Kalamáta, dans le district régional de Messénie, dans la périphérie du Péloponnèse, en Grèce.
Selon le recensement de 2021, elle compte 239 habitants.